# Марија Монах
Марија Монах је била девојка мушке одважности. По смрти њене мајке отац њен пожели да се замонаши. Но Марија се не хтеде раздвајати од свога оца, те договорно обоје се упуте у један мушки манастир, и то Марија са остриженом косом и у мушком оделу, као младић. Умре отац, а Марија се замонаши као мушко и добије име Марин. У близини манастира била гостионица, и кћи гостионичарева загледа се у тобожњег монаха Марина, и после неуспешног облетања оптужи Марина за незаконити однос с њоме, пошто она с неким другим зачне и роди сина. Марија се није бранила те буде изгнана с поругом из манастира. С туђим дететом у рукама она проживи у дубрави манастирској три године подносећи и глад и мраз и сваку муку и оскудицу. У том кћи крчмарева полуди, а ускоро за тим и Марија умре. Тек по смрти сазна се да је „монах Марин“ био женско. Луда кћи крчмарева пак, чим се дотаче моштију свете Марије, оздрави, и по том призна свој страшни грех. Света Марија умрла је 508. године.
Српска православна црква слави је 12. фебруара по црквеном, а 25. фебруара по грегоријанском календару.